# Messi (filme de 2017)
Messi é um filme indiano de 2017 dirigido por Riingo Banerjee e realizado pelo estúdio Macneill Engineering. O título é uma referência ao futebolista argentino Lionel Messi.

## Sinopse
Messi é uma história sobre dois irmãos. O irmão mais velho Prosun não faz nada além de ficar com a namorada e organizar partidas de futebol locais para o irmão, de quem ele recebe uma parte do dinheiro da vitória. O irmão mais novo Chotu, que veste a camisa de "Messi", é altamente talentoso em habilidades de futebol. Ele é o orgulho de sua família e a esperança de seu pai, que já foi treinador de futebol. Enquanto participava de uma partida que Prosun organiza para Chotu, um acidente acontece e Chotu fica fisicamente em desvantagem por toda a vida. O infeliz incidente enche Prosun de uma culpa incansável e, para se livrar dessa culpa, ele tenta alcançar o impossível. Ele tenta entrar no lugar de seu irmão.